# John Collins Warren
John Collins Warren, född 1 augusti 1778 i Boston, död 4 maj 1856, var en amerikansk kirurg.
Warren studerade i Boston samt i England och Paris, blev 1815 professor i anatomi och kirurgi i Boston och räknades till USA:s främsta kirurger. Efter upptäckten av anestesi med eter (1846) var han den förste, som under eternarkos utförde en kirurgisk operation. Av Warrens många skrifter intar Surgìcal Observations on Tumours (1837) främsta rummet. År 1837 besökte han åter Europa, drog sig småningom tillbaka från praktiken samt ägnade sig åt naturalhistoria och jämförande anatomi.